# Arctophila flagrans
Arctophila flagrans là một loài ruồi trong họ Ruồi giả ong (Syrphidae). Loài này được Osten Sacken mô tả khoa học đầu tiên năm 1875. Arctophila flagrans phân bố ở miền Tân bắc